# ケイヴ・ジョンソン

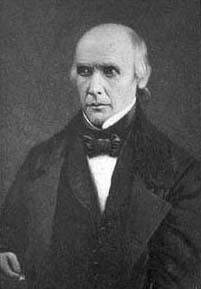
ケイヴ・ジョンソン

ケイヴ・ジョンソン（Cave Johnson, 1793年1月11日 - 1866年11月23日）は、アメリカ合衆国の政治家、実業家。民主党に所属し、テネシー州選出アメリカ合衆国下院議員（1829年 - 1837年、1839年 - 1845年）、第15代アメリカ合衆国郵政長官（1845年 - 1849年）、テネシー銀行総裁（1854年 - 1860年）を務めた。

## 生い立ちと家族
1793年1月11日、ジョンソンはテネシー州スプリングフィールド（Springfield, Tennessee）近郊において、テネシー州議会議員トマス・ジョンソンとメアリー・ノエル (Mary Noel, 1766-1816) の次男として誕生した。ジョンソンはナッシュヴィルのカンバーランド大学で法律を学んだ。
米英戦争中、ジョンソンはエリザベス・ドーチ (Elizabeth Dortch) に恋をした。だがエリザベスは1815年にジョンソンを拒絶した。ジョンソンは他の女性に話しかけないことを誓った。その後エリザベスは別の男性と結婚したが、後に未亡人となった。ジョンソンは未亡人のエリザベスを世話し、懇意な間柄になった。そしてエリザベスはジョンソンの求婚を受理し、1838年2月20日に結婚した。ジョンソンはエリザベスとの間に以下の子供をもうけた。
- ジェイムズ・ヒックマン・ジョンソン（James Hickman Johnson, 1840年10月8日 - 1880年10月28日）
- トマス・ディクソン・ジョンソン（Thomas Dickson Johnson, 1842年1月21日 - 1918年3月6日）
- ポーク・グランディ・ジョンソン（Polk Grundy Johnson, 1844年11月2日 - 1888年7月28日）

## 米英戦争
1812年に米英戦争が開戦すると、ジョンソンは自らをリーダーとする志願兵部隊を結成した。だがその戦争で民兵軍を統率していたアンドリュー・ジャクソンは「少年たちは大学に残って勉学に励むべきだ。そのほうが、はるかに国家の利益になるだろう。」といい、軍隊に加わりたいというジョンソンの申し出を断った。
1813年、ジョンソンは大学のカリキュラムに従うことを拒否したため、大学を退学になった。ジョンソンは判事ウィリアム・コックの下で1年間法律を学んだ。その後ジョンソンは、クリーク戦争において父親の民兵部隊に参加した。ジョンソンは1813年から1814年まで中尉として戦った。クリーク戦争終戦後、ジョンソンは法律の勉強に戻り、1814年に弁護士として認可を受けた。

## 連邦議会での政治
1817年、ジョンソンはテネシー州第10地区の検事総長として指名され、クラークスヴィルに移った。1828年、合衆国下院議員選挙ではアンドリュー・ジャクソン擁する民主党が地滑り的勝利を収めた。ジョンソンもまたテネシー州第8選挙区で勝利を収め、合衆国下院議員に選出された。ジョンソンはジャクソンの熱烈な支持者として、経済的保守主義を主張した。ジョンソンは歳出の統制を試みたが、ジョン・クィンシー・アダムズらから「下院の害虫」というレッテルを貼られた。
ジョンソンはジェームズ・ポークと知り合った。2人は同じ民主党の下院議員として緊密な関係を築き、互いに助言を与え合った。また2人は上院議員フェリックス・グランディとともに、ジャクソンに忠誠を誓う派閥のリーダーとなった。ポークが1844年に民主党の大統領候補となったとき、ジョンソンは選挙事務所長の役割を引き受け、ポークの勝利に貢献した。そしてポークが大統領に就任すると、ジョンソンは郵政長官のポストを与えられた。

## アメリカ合衆国郵政長官
ジョンソンは郵政長官として、近代的な郵便制度の創設を監督した。1847年に貼り付けタイプの郵便切手を導入し、受取人ではなく差出人が郵便費用を負担するシステムに移行した。これにより郵政事業の財政基盤は健全化した。さらにジョンソンは、都市部において郵便配達員が差出用郵便物を自宅郵便受けから回収するサービスを導入した。そして1849年3月、ジョンソンはポーク大統領の任期満了に伴い、郵政長官を退任した。

## 南北戦争
郵政長官退任後、ジョンソンはクラークスヴィルの自宅に戻り、弁護士業を開業した。ジョンソンは1850年から1851年までテネシー州第7巡回裁判所の判事を務め、その後1854年から1859年までテネシー銀行総裁を務めた。また1860年には、ジェームズ・ブキャナン大統領から合衆国とパラグアイ船舶会社との間の紛争を解決するための仲裁委員に任ぜられた。
1860年、ジョンソンは弁護士業を休業した。ジョンソンは南部諸州の連邦離脱運動に反対する指導的役割を担った。だが北部諸州への反対が多数派を占めており、ジョンソンは異端者とされた。
ジョンソンは南部連合を不本意ながら支持した。だが南北戦争には参加せず、
1862年2月20日に合衆国の砲艦がクラークスヴィルに到着すると、ジョンソンは街を合衆国軍に明け渡した。ジョンソンは大統領恩赦を受けた。終戦後の1866年、ジョンソンはテネシー州上院議員に選出されたが、州知事ウィリアム・ガナウェイ・ブラウンロウによって着任を拒絶された。

## 晩年
1866年11月23日、ジョンソンはテネシー州クラークスヴィルで死去した。ジョンソンの遺体はクラークスヴィル市内のグリーンウッド墓地に埋葬された。
ジョンソンは死の直前の1866年3月17日、息子のポークに短い手紙を宛てた。
私たちは常に、「政府」と「政権」の違いを心に留めて置かなければなりません。いま、私たちの「政府」は最高最良です。しかしながら過去数年間、私たちの「政権」は最低最悪でした。ですがそれ故に私たちは、合法的な方法で支配者が交代される限りは、破壊や攻撃をするべきではありません。